# Маркус Персон
Маркус Алексей Персон (на шведски: Markus Alexej Persson), по-познат под псевдонима Notch, е шведски програмист и дизайнер на видео игри.
Най-известен е с глобалния феномен Minecraft – най-продаванатa видео игра на всички времена(176 млн. копия към май 2019 година). Персон е съосновател на компанията Mojang, която създава в партньорство с Карл Мане (Carl Manneh) и Якоб Порсер (Jakob Porser) в края на 2010 година във връзка с разработката на Minecraft и която напуска след продажбата ѝ на Microsoft за $2,5 милиарда (щатски долара) през септември 2014 година.
Името на Персон се разчува през 2009 година с издаването на технологично демо на Minecraft – сандбокс игра от първо лице, написана на Java, на която е главен дизайнер и програмист от първите програмни редове до официалната ѝ премиера на пазара през 2011 година. След това той прехвърля тази длъжност на своя творчески партньор Йенс Бергенщен (Jens Bergensten). От тогава насам играта претърпява множество качествени и количествени промени и се сдобива с версии за над 15 платформи.

## Биография
Маркус Персон е роден на 1 юни 1979 г. в Стокхолм, Швеция, в семейството на майка финландка и баща швед. През първите седем години от живота си живее в Едсбин, преди семейството му да се завърне в Стокхолм. Горе-долу по това време прави и първите си стъпки в програмирането на домашния компютър на своя баща – Commodore 128. След като експериментира с най-различни програмни езици, той създава първата си видео игра – адвенчър с текстово повествование – на осемгодишна възраст. Самоук е в програмирането и така и не завършва гимназия.
Професионалното му развитие включва петгодишен стаж за производителя на касовия хит Candy Crush King.com (първоначално под името Midasplayer) в периода 2004 – 2009 година, който се застъпва с назначаването му в jAlbum. Той е един от основателите на екипа зад играта Wurm Online, въпреки че отдавна няма нищо общо с това заглавие. Извън основните си проекти, той има седем продукции, създадени в състезателни условия, и множество незавършени експерименти. Маркус е централна фигура в документалния филм на 2 Player Productions за появата и сензационния успех на Minecraft and Mojang, озаглавен Minecraft: The Story of Mojang.

## Продукция

### Minecraft
Персон започва работа по Minecraft под формата на проект, вдъхновен от няколко култови видео игри като Dwarf Fortress, Dungeon Keepr и Infiniminer, последната от които в най-голяма степен повлиява спецификата на геймплея на Minecraft, в това число „кубическия“ визуален стил, конструктивните елементи и перспективата от първо лице. За разлика от Infiniminer обаче той влага в Minecraft RPG елементи. Първата версия на играта е завършена за седмица, а първият ѝ рилийз става достъпен за публиката чрез поместването му във форумите TIGSource на 17 май 2009 година. По-късно този първи рилийз ще стане известен като Класическата версия на Minecraft.
След като за продължителен период от време регистрира средно по 400 продадени копия на ден (при цена от $6 за даунлоуд) и се убеждава в потенциала на играта, Персон решава да се посвети изцяло на разработката на Minecraft и напуска jAlbum. Само две години по-късно, в началото на 2011 година, Mojang отчита продажбата на 1 милион копия от играта. Шест месеца по-късно реализираните продажби на Minecraft надхвърлят 10 милиона копия. Играта става хит и Mojang наема още няколко служители, които да продължат разработката и поддръжката ѝ, като своевременно Персон прехвърля основата си роля на дизайнер на Йенс Бергенщен. Трите милиона долара от дивиденти, които спечелва през 2011 година, са разпределени между 25-те служители на Mojang .
Следва разработката на портове за мобилните платформи – Android и iOS, които излизат под името Pocket Edition, а на 9 май 2012 година Minecraft излиза във версия за Xbox 360, която се отличава с няколко осезаеми допълнения, в т.ч. ръководство за играта (tutorial) и пакети със скинове. Никоя от версиите не предлага крос-платформена игра.
Персон прекратява участието си в разработката на Minecraft след подписването на сделката за продажбата на играта и на Mojang на Microsoft на стойност $2,5 милиарда. Oculus Rift версия на Minecraft e обмисляна, но изоставена, тъй като самият Notch изпитва неприкрита неприязън към Facebook, чиято собственост е революционният визьор за виртуална реалност .

### Scrolls
Персон и Якоб Порсер, които се запознават и сприятеляват по времето, когато работят заедно за Midasplayer, започват съвместно разработката на Scrolls, в която обединяват елементи от настолни игри и игри с колекциониране на карти. Самият Персон заявява, че няма да се занимава активно с играта като натоварва Порсер с ролята на лидер на проекта. През август 2011 година той информира последователите си в Twitter, че шведска правна фирма е завела дело срещу него от името на Bethesda Softworks за нарушени права върху търговската марка Scrolls, регистрирана от Bethesda във връзка с поредицата игри the Elder Scrolls . В отговор на иска Маркус предизвиква Bethesda на Quake 3 дуел като алтернатива на разглеждането му в съда. Месец по-късно Персон потвърждава, че искът ще се гледа в съда, а през март 2012 година ZeniMax – собственик на Bethesda Softworks – съобщава, че между двете страни е постигнато извънсъдебно споразумение в полза на Mojang .

### 0x10c
След като преустановява всякакво участие в разработката на Minecraft, Персон се захваща с нов проект – космическа сандбокс видео игра, чието действие се развива в алтернативна вселена в далечното бъдеще. Mojang обявява официално играта под името 0x10c на 4 април 2012 година. Въпреки че Персон се отказва от проекта през август 2013 година, немският електронен артист Даниел Розенфелд (C418), който стои зад саундтрака на Minecraft, издава албум с музиката, създадена и записана от него за 0x10c.

### Ludum Dare игри
Маркус Персон взима участие в няколко издания на предизвикателството Ludum Dare , в което гейм разработчици създават завършена видео игри в рамките на 48 часа. С Breaking the Tower, в която целта на играчите е да разрушат огромна кула, като строят постройки, тренират армия и използват земни ресурси, той се включва с Ludum Dare No. 12; шест издания по-късно той създава двуизмерния платформър Metagun, в 21-вото издание на Ludum Dare се разписва с дънджън кроулър от първо лице на име Prelude of the Chambered, а в 22-рото – с вдъхновената от Minecraft и Zelda мини игра Minicraft, написана подобно на Minecraft на Java.

### Странични проекти и занимания
Маркус Персон е член на шведския клон на Mensa  и има собствена музикална продукция в електронните жанрове. През 2014 година е включен в песента Minecraft is for Everyone на сатиричната музикална формация Starbomb.

## Личен живот
През годините Notch споделя много свои възгледи и намерения публично, използвайки предпочитаната от него социална мрежа – Twitter, където към 2017 година има над 3 800 000 последователи и над 49 000 туита (публични съобщения).  Той е отявлен критик на интернет пиратството и на големите шведски компании във връзка с позицията им относно пиратството. Също така неведнъж е взимал на прицел големите играчи в гейм индустрията като Microsoft, на която продава Mojang и Minecraft, и Electronic Arts, които заклеймява като „шайка цинични мерзавци“ (bunch of cynical bastards) по повод рилийза на компилацията Indie Bundle.
Като религиозни възгледи Notch е атеист  – тема, по която също говори открито и заявява принципите си на светски събития като гала вечерята за Деня на благодарността, организирана от фондация Médecins Sans Frontières (Лекари без граници), на която е сред най-щедрите дарители. По времето, когато управлява компанията, Mojang заделя за благотворителност всичките $458 248, спечелени от играта Catacomb Snatch, разработена специално за дигиталната платформа Humble Bundle, продаваща видео игри на цени, определени от потребителите. Друга негова подобна проява е дарението в размер на четвърт милион щатски долара за проекта Defend Innovation на фондацията Electronic Frontier.
Маркус Персон сключва брак с Елин Зетерщранд (Elin Zetterstrand) на 13 август 2011 година, но само година по-късно обявява, че отново е необвързан. През декември 2014 година той става собственик на баснословно скъп имот в Бевърли Хилс, Калифорния, след като закупува имение с 8 спални и 15 бани в Trousdale Estates за $70 млн.  – според брокерите една от най-скъпите сделки, правени в този район. Впоследствие той публикува серия фотографи, свидетелстващи за лукса, който може да си позволи, след като е продал Minecraft и Mojang на Microsoft – решение, посрещнато нееднозначно от феновете на играта и последователите му в Twitter.
През 2015 година Персон е избран за корица  на специалното издание на авторитетното списание Forbes, посветено на най-богатите хора на планетата, където е представен като „Господ на видео игрите“. Urban Dictionary дава като топ дефиниция  на понятието notch „Синоним на Исус“ (Another word for Jesus. Anyone who play minecraft know him). Самият Маркус обаче споделя с милионите си последователи в Twitter и с общността на Reddit, че се чувства самотен и изпитва празнина, като пряко последствие от бързото си и прекомерно забогатяване. След като продава Minecraft и Mojang на Microsoft, той прекарва голяма част от времето си, обикаляйки света, като посвещава малко време на разработката на нови игри. Като основен минус на това да си богат Персон изтъква липсата на външна мотивация да довежда докрай нещата и проектите, с които се захваща. 
През 2019 г. Microsoft не включва Персон в списъка с поканени на събитието по повод десетгодишния юбилей на Minecraft и по този начин се дистанцира от неговите противоречиви изказвания в Twitter, които получават широк негативен отзвук и не кореспондират с политиката на компанията, нито с посоката на развитие на Minecraft след придобиването на интелектуалната собственост върху играта от страна на Microsoft. Фразите при зареждането на играта (т.нар. splash текстове), свързани с Notch -  “Made by Notch!,” “The Work of Notch!,” и“110813!” (датата, на която сключва брак със Зетерщранд), са премахнати при издаването на мартенския ъпдейт на Minecraft от същата година. 